# Henri Lichtenberger

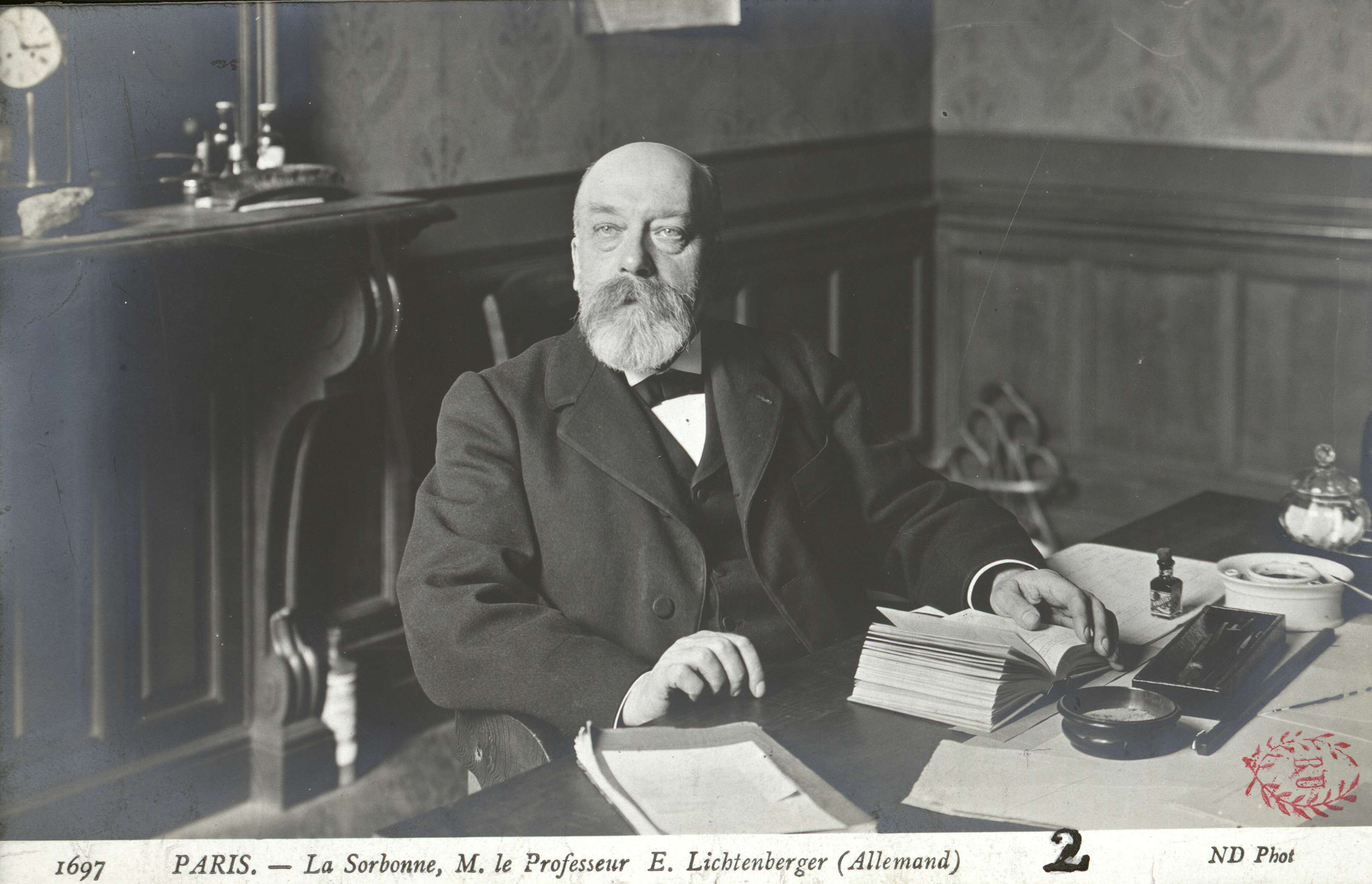
Henri Lichtenberger (Bibliothèque de la Sorbonne, NuBIS)

Henri Lichtenberger (* 12. März 1864 in Mülhausen, Elsass; † 4. November 1941 in Biarritz) war einer der Begründer der modernen französischen Germanistik.

## Leben
Henri war der Sohn des Architekten Paul-Emile Lichtenberger (1840–77), und der Neffe von Frédéric Auguste Lichtenberger (1832–99), der die theologische Fakultät an der Sorbonne mitbegründete. Sein jüngerer Bruder André Lichtenberger (1870–1940) wurde als Romancier und Soziologe bekannt. Nach dem Krieg von 1870/71, in dem Mülhausen mit dem Elsass an Deutschland fiel, zog die Familie zunächst nach Bayonne, später nach Paris.
Lichtenberger war von 1887 bis 1907 Professor für ausländische Literatur in Nancy, danach bis 1934 Professor für Literatur und deutsche Philologie an der Sorbonne. 1914/15 war er als Austauschprofessor für vergleichende Literaturwissenschaften in Harvard.

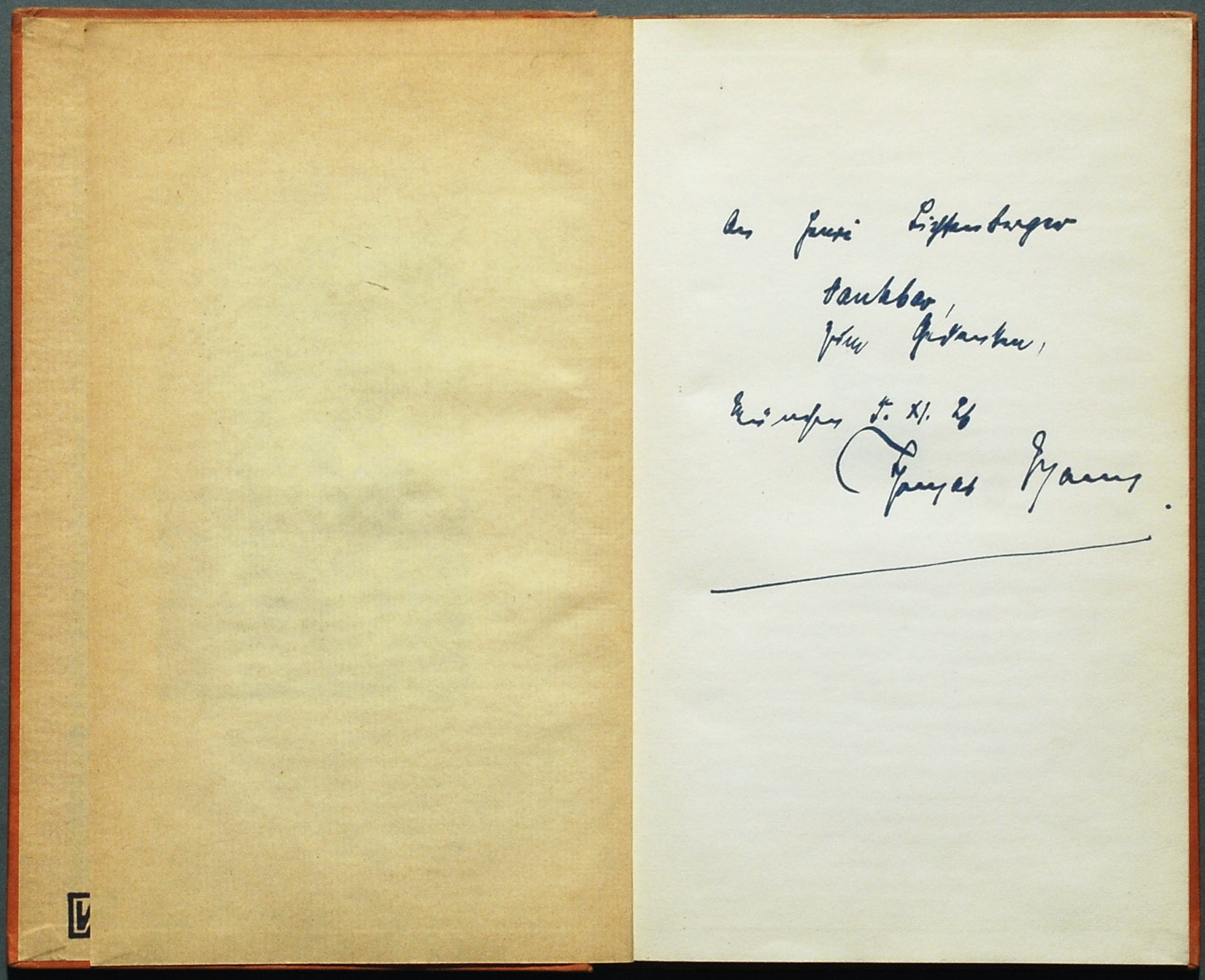
Widmung an Lichtenberger von Thomas Mann

Er verfasste zahlreiche Werke über deutsche Literatur, Sprache, Zeitgeschichte und Philosophie. Insbesondere seine Abhandlungen über Friedrich Nietzsche, den er 1898 noch persönlich aufgesucht hatte, fanden Beachtung. Seine Nietzsche-Biographie wurde von Nietzsches Schwester Elisabeth Förster-Nietzsche, mit der er auch einen regen Briefwechsel führte, 1899 ins Deutsche übersetzt. 1928 verfassten beide gemeinsam eine weitere Nietzsche-Biographie.
In Richard Wagner – der Dichter und Denker leitet er die Wagnersche Philosophie aller seiner Opern aus der von Arthur Schopenhauer, den Wagner zeitlebens studierte, ab. Das Buch erreichte alleine in Frankreich acht Auflagen bis 1931. Durch Lichtenbergers zeitgeschichtliche Abhandlungen über Deutschland und später auch seine Mitherausgeberschaft bei der Deutsch-Französischen Rundschau warb er schon ab den frühen 1920er Jahren für die deutsch-französische Aussöhnung. Sein Werk Deutschland und Frankreich fand sich 1933 auf der Liste verbrennungswürdiger Literatur. In seinem 1936 erschienenen Werk L'Allemagne nouvelle zeichnet Lichtenberger ein erstaunlich positives Bild der politischen und wirtschaftlichen Auswirkungen des Nationalsozialismus in Deutschland. Neben einer zweibändigen Goethe-Biographie übersetzte Lichtenberger außerdem eine Reihe von Goethe-Werken ins französische.
Lichtenberger hatte in den 1920er Jahren wissenschaftliche Verbindung mit dem deutschen Soziologen Gottfried Salomon.
Lichtenbergers Privatbibliothek bildet gemeinsam mit der seines Kollegen Charles Andler den Grundstock für die germanistische Sammlung der Bibliothèque Malesherbes.

## Schriften
- La Légende et le Poème des Nibelungen, Paris 1891.
- Histoire de la Langue allemande, Paris 1895.
- La Philosophie de Nietzsche, Paris 1898 et al.; dt.: Die Philosophie Friedrich Nietzsches, Dresden 1899 et al.
- Richard Wagner: poète et penseur, Paris 1898 et al.; dt.: Richard Wagner – der Dichter und Denker, Dresden 1899 et al.
- Aphorismes et fragments choisis de Nietzsche, Paris 1899; dt.: Friedrich Nietzsche – Ein Abriß seines Lebens und seiner Lehre, Dresden 1900.
- Henri Heine et sa place dans la pensée contemporaine, Paris 1904.
- Henri Heine penseur, Paris 1905; dt.: Heinrich Heine als Denker, Dresden 1905 et al. Digitalisat
- L'Allemagne moderne, son évolution, Paris 1907; dt.: Das moderne Deutschland und seine Entwicklung, Dresden 1908 et al. (in engl.: ISBN 1-84664-455-0)
- Novalis, Paris 1911.
- La guerre européenne et la question d'Alsace-Lorraine, Paris 1915.
- L'imperialisme economique, Paris 1918.
- L'Allemagne d'aujourd'hui dans ses relations avec la France, Paris 1922.
- Nietzsche und sein Werk (gemeinsam m. Elisabeth Förster-Nietzsche), Dresden 1928.
- L'Allemagne nouvelle, Paris 1936 (in engl.: ISBN 0-8369-5134-4)
- Goethe, Paris 1937/39, Freudenstadt 1949.